# Gloria Loring
Gloria Loring (New York, 10 december 1946) is een Amerikaans actrice en zangeres.
Ze begon haar zangcarrière op 14-jarige leeftijd in de folkgroep Those Four. In de jaren 70 trad ze op in televisieprogramma's zoals The Carol Burnett Show en de Oscaruitreiking.
Loring was van 1970 tot 1983 getrouwd met acteur Alan Thicke en samen componeerden ze de tv-tunes van de series Diff'rent Strokes en The Facts of Life. Ze kregen twee kinderen, Brennan en Robin.
In 1980 versterkte ze de cast van de soap Days of our Lives als personage Liz Chandler. De serie had het vrij moeilijk in die tijd en verschillende oude personages werd de deur gewezen, terwijl nieuwe gezichten niet aanvaard werden. Van de negen personages die in het seizoen 1980-1981 geïntroduceerd werden, was zij de enige met fans en wier contract vernieuwd werd. Loring had kort een verhouding met de zestien jaar jongere Don Diamont, die een kleine rol speelde in Days. Ze verliet de serie in 1986. Datzelfde jaar scoorde ze een hit met het lied Friends and Lovers, dat ze samen met Carl Anderson zong. Loring had het lied in 1985 al enkele keren gezongen in Days en vele kijkers vroegen een kopie van het lied; in 1986 besloten ze het uit te brengen en de plaat belandde op de tweede plaats in de hitparade.
Na haar rol in Days speelde ze sporadisch in films en televisieprogramma's. In 1994 trouwde ze met Rene Lagler. Ze leerden elkaar 24 jaar eerder kennen en toen ze elkaar terugzagen in een vliegtuig in 1993 wist ze dat hij de man was waar ze mee wilde trouwen.